# Victor Adler (politiker)
Victor Adler, född 24 juni 1852 i Prag, Kejsardömet Österrike (nuvarande Tjeckien), död 11 november 1918 i Wien, Österrike, var en österrikisk marxist och socialdemokratisk politiker. Han introducerade den socialistiska rörelsen till Österrike och grundade 1889 Sozialdemokratische Partei Österreichs. Han var far till politikern Friedrich Adler.

## Biografi
Efter medicinska studier i Wien avsåg Adler, som var av judisk börd, ägna sig åt arbetarskydd och yrkesinspektion. Efter att ha tagit en doktorsgrad och genomfört en tids praktik genomförde han 1884 en resa till Tyskland, Schweiz och England för att studera fabriksinspektionen i dessa länder. Hans sociala intresse förde honom snart till den österrikiska arbetarrörelsen, där han kom att inta en ledande ställning. 1885 inträdde han i Österrikes socialdemokratiska parti, som då plågades av inre strider och var politiskt helt maktlösa . Han blev dess kloke och skicklige organisatör. 1886 grundade han tidskriften Gleichheit ("Jämlikhet"), som emellertid blev indragen av myndigheterna. Därefter utgav han Arbeiter-Zeitung ("Arbetartidningen") som blev den österrikiska socialdemokratins huvudorgan. Adler förblev dess ägare och huvudredaktör till sin död.
Hans arbete för socialdemokratin förorsakade honom betydande personliga obehag, bland annat dömdes han upprepade gånger till fängelsestraff, men partiet utvecklades under hans ledning till en maktfaktor av betydelse. Adler var en kort tid medlem av Nedre Österrikes lantdag och tillhörde från 1907 österrikiska riksrådet, där han var den socialdemokratiska gruppens ledare. Som den österrikiska arbetarrörelsens ledare avvärjde han alltför äventyrliga idéer inom partiet och uppnådde successivt allt större politiskt inflytande åt partiet. Hans ärliga övertygelse och sarkastiska humor gjorde honom till en effektiv folktalare, och de österrikiska byråkratministärerna underkastades i hans Arbeiterzeitung en skoningslös kritik. Adler utgav, förutom en översikt i Conrads Jahrbücher över fabriksinspektionen i England och Schweiz, en mängd politiska broschyrer.
Adler samverkde under första världskrigets senare del med regeringen för att främja dess försök att få till stånd fredsförhandlingar, och i detta syfte deltog han maj 1917 i de internationella socialistiska överläggningarna i Stockholm. I den regering, som bildades 1918 efter revolutionen och störtandet av den österrikiska monarkiens, ingick Adler som utrikesminister, men avled i november samma år, men hans hälsa bröts fullständigt av överansträngning och han avled redan 10 dagar därefter. För den österrikiska socialdemokratin betydde Adler synnerligen mycket. Överlägsen talare och skribent ledde han partiets agitationsarbete. Särskilt strävandena för allmän rösträtt hade i honom en varm anhängare. Det torde knappast vara en överdrift att säga, att det var hans samlande personlighet, som satte den österrikiska arbetarrörelsen i stånd att vid revolutionen 1918 överta regeringsmakten utan att landet störtades i ett hopplöst kaos.